# 新加坡监狱署
新加坡监狱署（英語：Singapore Prison Service）是新加坡內政部属下的一个政府机构。它负责新加坡的14间监狱和戒毒康复中心。其职责包括保管，改造和处理罪犯的善后和预防教育。新加坡监狱署是由专业团队所组成；包括制服警察，文职人员，心理學家和心理咨询师等。1946年，新加坡监狱署制度化为一个部门，位于樟宜北路上段。

## 历史

### 1800 - 1899
1825年4月18日，第一批刑事罪犯抵达新加坡。他们被安置在勿拉士峇沙（Bras Basah）运河旁的临时小屋中。 1847年，民事监狱建于珠山（Pearl's Hill），但过度拥挤。

### 1900 - 1999
樟宜監獄于1936年建成并开始运作。它是一个高度设防的监狱，也是犯人改造和康复训练场。贝利（G.E.W.W. Bayly）成为了该监狱的第一位长官。
1973年11月1日，郭士力（Quek Shi Lei）成为监狱总监。新加坡內政部设立了监狱重组委员会以审查囚犯康复，工业培训和工作纪律制度。他们采用了新的分类系统，并把囚犯在三大类中归为16类。
1988年1月，郑大峇（Tee Tua Ba） 接任监狱总监，而郭士力则担任监狱署顾问。郭士力也成为了新加坡复员技训企业管理局（SCORE）的执行董事。新加坡监狱署开始实行任务和操作理念，从而形成了囚犯管理原则。
1992年7月，郑大峇被派往新加坡警察部队，并成为警察總監。博爱医院的傅玉益（Poh Geok Ek） 接手监狱总监，直到1998年11月1日。
1994年4月23日，内政部长黄根成为丹那美拉（Tanah Merah）监狱和樟宜（Changi）女子监狱/戒毒中心主持开幕。
1996年3月，新加坡监狱署在使命宣言，运营理念和企业声明里进行了修订并增加了一套核心价值。
1998年，傅玉益退位后，蔡振杰（Chua Chin Kiat）接任新加坡监狱总监。在他的领导下，新加坡监狱于1999年1月举办了一次愿景运动，并制定了一个共同的愿景，以更好地适应不断变化的需求和满足其利益相关者和公众的期望。
1999年12月31日，在樟宜监狱大楼的奠基仪式上，内政部长黄根成推出了新的愿景，以“生命队长”的标语修订了使命。

### 2000 –  现在

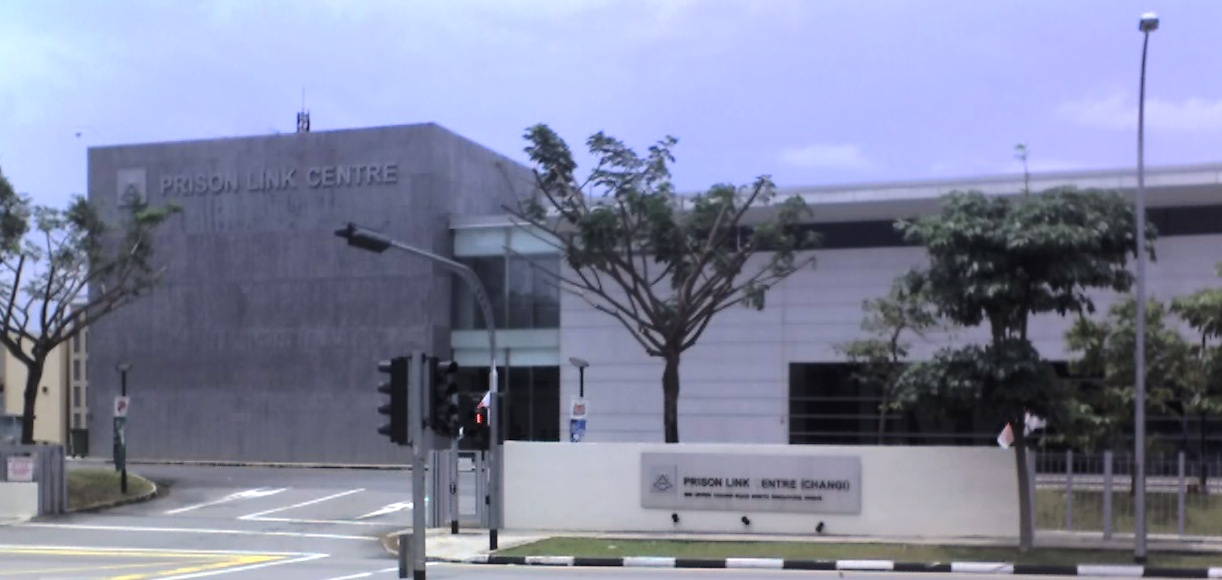
樟宜监狱主楼（建于2000年）

2000年1月3日，加基武吉（Kaki Bukit）中心成立，以成为一所监狱学校。该学校提供囚犯教育和技能学习。他们集中了教学资源，以让更多囚犯们能够继续深造。
新加坡监狱署的建筑群A于2004年开始运作。目前，新的樟宜综合监狱收容了国内最严重的刑事罪犯，包括长期服刑的罪犯和被判处死刑的囚犯，死刑通常在每周五黎明时刻执行。樟宜综合监狱也是执行鞭刑的主要地点之一，每周举办两次鞭刑。
2004年10月，监狱署推出了黄丝带项目，以提高公众对前罪犯的认识和接受，以及争取囚犯重新融入社会。2007年11月1日黄裕喜（Ng Joo Hee）接替蔡振杰，而后者则成为AETOS安全管理公司的执行董事。两年后, 黄裕喜成为警察總監。
2010年1月1日，苏伟华（Soh Wai Wah）接替黄裕喜出任监狱总监。
2016年10月，陈金淡（Desmond Chin Kim Tham）接替苏伟华出任监狱总监。2020年9月28日，监狱署副总监许荣丽（Shie Yong Lee）接替陈金淡，成为新加坡首任女监狱总监。